# しろのぴかぴかお星さま
『しろのぴかぴかお星さま』は、2013年1月25日にsweetlightより発売された18禁恋愛アドベンチャーゲームである。

## ストーリー
（出典：）
主人公・尊藤由紀は子供のころに愛犬・しろと死別した過去を持つ。彼はそのときの悲しみから、ペットを飼うことをやめてしまった。
10年後、かつての悲しみを心の奥底に封印し、由紀は平凡な日々を送っていた。ところが、しろの命日の前夜に、彼は不思議な夢を見る。それは少女の姿をしているしろと再会する夢だった。翌朝由紀が目を覚ますと、夢の中で出会った少女が側にいた。
しろは、死んだペットが暮らすおとぎの国という世界に住んでいた。その国で由紀との再会をずっと願っていたところ、奇跡が起きて現実世界にやって来れたとしろは言う。10年の月日を経て再会を果たした2人は、再び一緒に暮らし始める。

## 登場人物

### メインキャラクター
尊藤 由紀（たかとう ゆき）
声 - 皇帝
本作の主人公。過去に経験したペットを失う悲しみから、動物と親しくなることを避けている。世話好きで優しい性格である。
しろ
声 - 木村あやか
由紀が10年前に飼っていたマルチーズ。ペットが死後に集まるというおとぎの国で暮らしていたが、由紀に会いたい一心で少女の姿となって彼の前に現れる。親しみやすく、甘えたがりな性格である。
橘 姫花（たちばな ひめか）
声 - 浅野ゆず
由紀の幼なじみ。両親が海外に出張中なため、尊藤家で料理をごちそうになることが多い。優しい性格で、他人の幸福を願うような少女である。セント・バーナードとインコを飼っている。
アウロラ
声 - 青山ゆかり
おとぎの国に住む黒猫の少女。しろのことが大好きで、彼女の様子を見るために現実世界によくやって来る。しろ以外には冷たく接するが、実は面倒見がよい。擬人化した動物が人間と関わると、どちらも不幸になると信じて疑わない。
吾妻 愛鈴（あずま あいり）
声 - 有栖川みや美
由紀たちがよく行く喫茶店・マナで働く少女。学園では由紀の先輩である。父親が他界しており、女手ひとつで育てられた。美人かつ優しい性格なため、何度も告白をされている。動物好きだが、猫には嫌われている。

### サブキャラクター
菅生 茉莉花（すごう まりか）
声 - 美月
商店街に佇む寿司屋で働く少女。由紀の同級生かつ友人である。冗談好きな性格で、周りの人を盛り上げることが得意。
本郷 将一（ほんごう しょういち）
声 - 深川緑
由紀の幼なじみ。女好きかつ軽薄な性格である。
真舟 詠美（まふね えいみ）
声 - 水崎来夢
由紀の担任教師。かつては歌手になるつもりで音大に通っていた。生徒の気持ちを汲み取れる教師だが、授業中に居眠りをした生徒には厳しい。
蛇姫様（へびひめさま）
声 - 水霧けいと
蛇であり人でもある存在。昔に経験したある出来事のため、人間に不信感を抱くようになった。

## 主題歌
オープニングテーマ「ぴかぴかお星さま」
エンディングテーマ「お陽さまにむかって』
挿入歌「あなたの中に』
上記3曲とも、作詞 - Ayumi. / 作曲 - 樋口秀樹 / 歌 - Ayumi.